# Jakub Juliusz Bonnaud
Jakub Juliusz Bonnaud SJ, (fra.) Jacques-Jules Bonnaud (ur. 27 października 1740 na San Domingo, zm. 2 września 1792 w Paryżu) – błogosławiony Kościoła katolickiego, męczennik, ofiara prześladowań antykatolickich okresu francuskiej rewolucji.
Do Towarzystwa Jezusowego wstąpił w 1758 roku. Od 1764 r. pracował we Flandrii, gdzie studiował teologię. Początkowo prowadził działalność dydatktyczną w Bretanii, a później pracował w Paryżu. Po usunięciu zakonu ze stolicy przebywał w seminarium Saint-Firmin. Z nominacji arcybiskupa Lyonu w 1787 roku został jego wikariuszem generalnym. Był autorem licznych publikacji wydawanych pod pseudonimem, w których występował przeciw rewolucjonistom i antypapieskiej cywilnej konstytucji. Aresztowany został za wystąpienia przeciwko przysiędze konstytucyjnej. Zamordowany został w klasztorze karmelitów 2 września 1792 roku dołączając do grupy 300 ofiar tak zwanych masakr wrześniowych.
Dzienna rocznica śmierci jest dniem kiedy wspominany jest w Kościele katolickim.
Jakub Juliusz Bonnaud znalazł się w grupie 191 męczenników z Paryża beatyfikowanych przez papieża Piusa XI 17 października 1926.